# 斑帶副鱸
斑帶副鱸，為輻鰭魚綱鱸形目鱸亞目鮨科的其中一種，分布於中東太平洋區，從美國加州蒙特雷湾至墨西哥海域，棲息深度可達61公尺，體長可達60公分，生活在岩石底質或沙泥底質海域，為底棲性魚類，屬肉食性，以甲殼類、魚類為食，能夠容忍溫度的變化。